# Šarma-Adad I.
Šarma-Adad I. (Scharma-Adad, Sarma-Adad) war der 50. assyrische König und Sohn des Libaia, über dessen zwölfjähriger Regierungszeit wenig bekannt ist. Nachfolger wurde nach der assyrischen Königsliste sein Sohn Iptar-Sin.
Šarma-Adad war nach der assyrischen synchronen Königsliste Zeitgenosse von Melam-kurkurra, Kaštiliaš (gewöhnlich als Kaštiliaš II. gedeutet), Abī-Rattaš, Urzigurumaš, Harba-Šipak, Tiptakzi, Išme-Dagan und Burna-buriaš.